# Emisfero celeste boreale

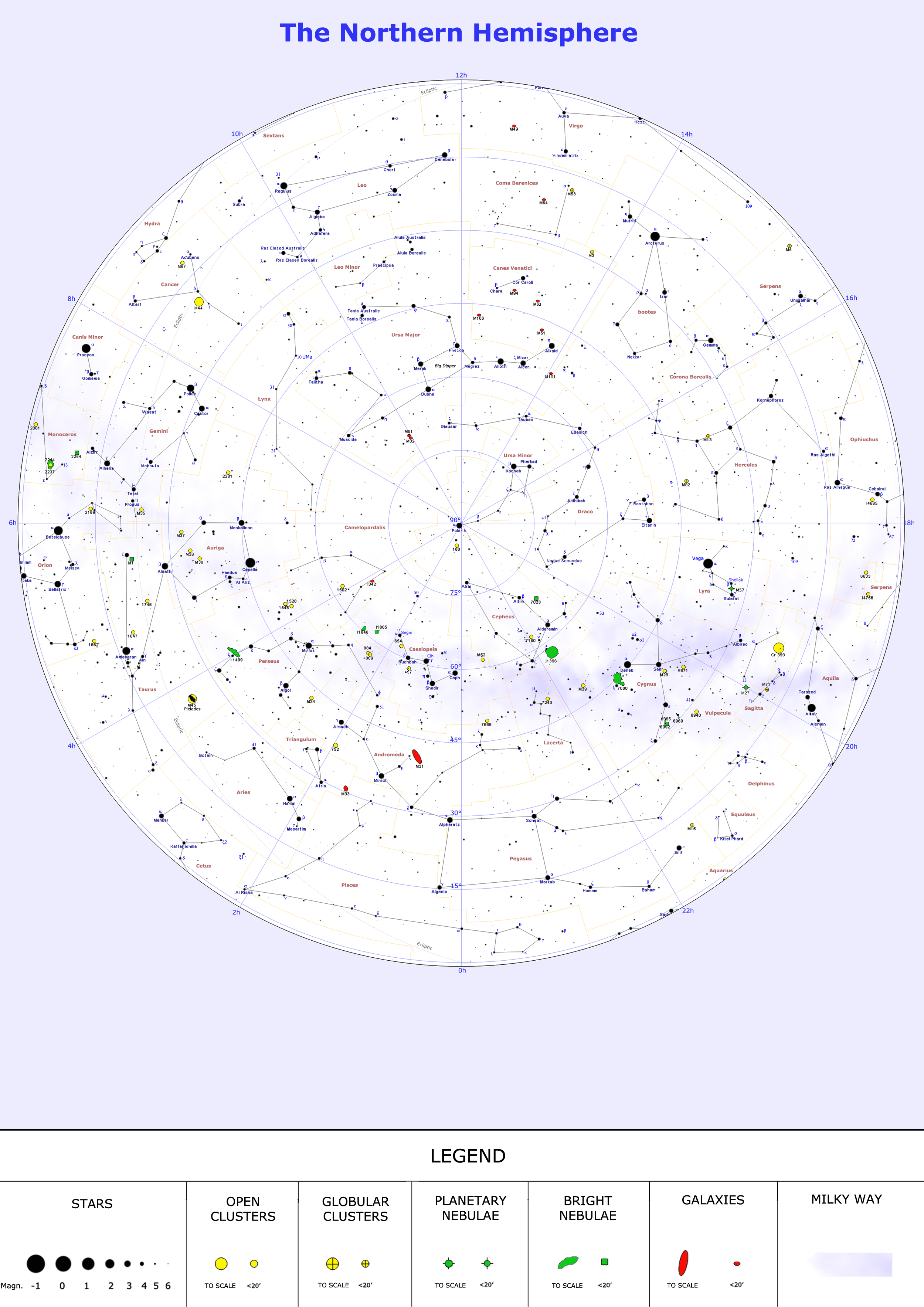
Mappa stellare dell'emisfero nord

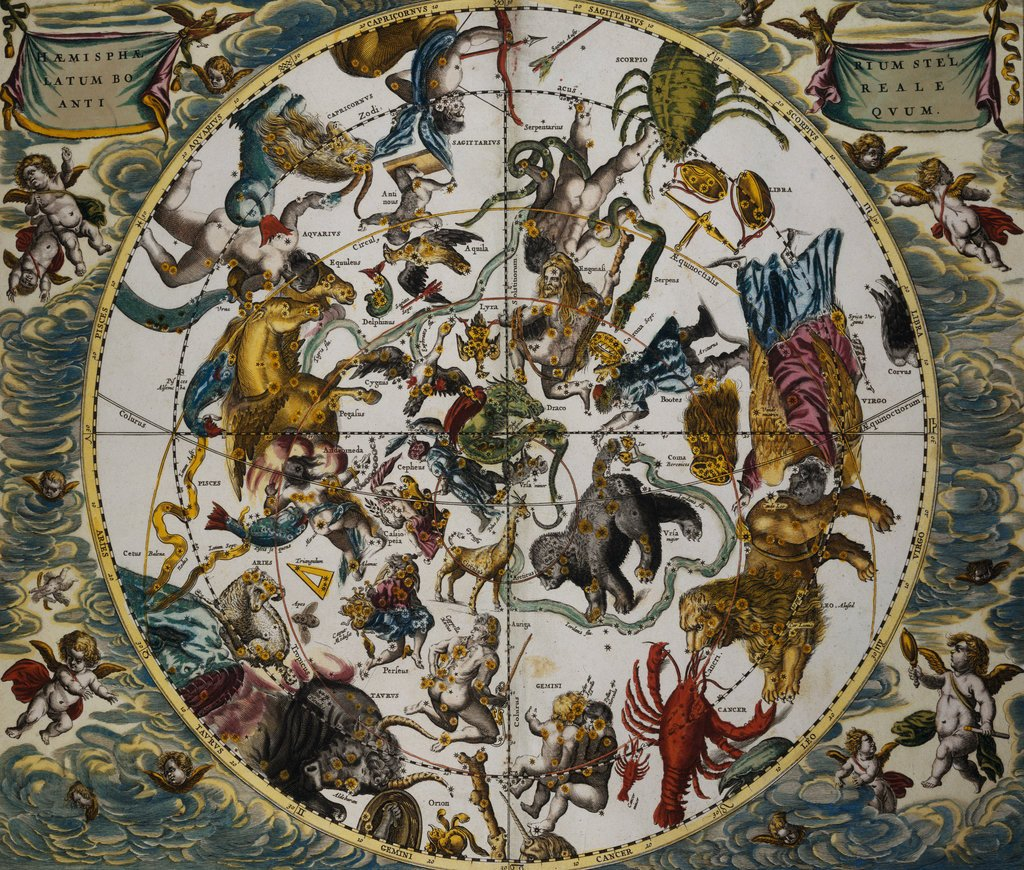
Costellazioni dell'emisfero celeste settentrionale, da Harmonia Macrocosmica di Christoph Cellarius

L'emisfero celeste boreale, anche detto emisfero celeste settentrionale o emisfero celeste nord, è quella metà cielo che contiene il polo nord celeste e che si ottiene dividendo la sfera celeste lungo l'equatore celeste in due emisferi. In contesti astronomici la parola "celeste" è spesso omessa quando è chiaro che non ci si sta riferendo all'emisfero boreale terrestre.

## Aspetto
Uno degli asterismi più caratteristici e conosciuti dell'emisfero boreale è il Grande Carro.
La maggior parte dell'emisfero celeste settentrionale di solito non è visibile da luoghi che si trovano nell'emisfero terrestre meridionale, in particolare via via che ci si allontana dall'equatore.